# Copa Mediterránea 1953-58
La Copa Mediterránea 1953-58 fue la tercera y última edición de la Copa Mediterránea, torneo en el que participaron selecciones de fútbol absolutas y selecciones B de estados que bordean el Mar Mediterráneo. Los equipos debutantes de esta última edición fueron España B y Francia B, siendo el primero el campeón en esa ocasión. A diferencia del resto de selecciones, Grecia y Turquía no jugaron entre sí por razones desconocidas, disputando solamente 8 partidos cada una.

## Formato
Las 6 selecciones participantes juegan en un único grupo por el sistema de todos contra todos disputando dos ruedas, dando un total de 10 partidos jugados por equipo. Dependiendo del resultado del partido, el ganador recibe 2 puntos, un punto para cada quien en caso de empate, y cero puntos al perdedor. Gana el equipo que quede primero en el grupo.

## Equipos participantes
En cursiva los equipos debutantes.
| Equipos participantes | Equipos participantes | Equipos participantes |
| --------------------- | --------------------- | --------------------- |
| España B              | Egipto                | Francia B             |
| Grecia                | Italia B              | Turquía               |

## Resultados

### Grupo único
| Equipo    | Pts | PJ | PG | PE | PP | GF | GC | Dif |
| --------- | --- | -- | -- | -- | -- | -- | -- | --- |
| España B  | 17  | 10 | 8  | 1  | 1  | 24 | 6  | +18 |
| Francia B | 12  | 10 | 4  | 4  | 2  | 14 | 8  | +6  |
| Italia B  | 9   | 10 | 3  | 3  | 4  | 12 | 9  | +3  |
| Grecia    | 7   | 8  | 2  | 3  | 3  | 7  | 7  | 0   |
| Turquía   | 6   | 8  | 1  | 4  | 3  | 6  | 17 | -11 |
| Egipto    | 5   | 10 | 1  | 3  | 6  | 5  | 21 | -16 |

| 18 de octubre de 1953 | Grecia | 0:0     | Francia B | Apostolos Nikolaidis, Atenas                               |                                                            |
| 15:30 (UTC+2)         |        | Reporte |           | Asistencia: 25,000 espectadores Árbitro(s): Riccardo Pieri | Asistencia: 25,000 espectadores Árbitro(s): Riccardo Pieri |

| 22 de octubre de 1953 | Egipto | 0:0     | Francia | ?, El Cairo |  |
|                       |        | Reporte |         |             |  |

| 11 de diciembre de 1953 | Turquía | 0:1     | Italia B | BJK İnönü, Estambul                                      |                                                          |
| 14:00 (UTC+2)           |         | Reporte | ?'       | Asistencia: 22,693 espectadores Árbitro(s): Albert Dusch | Asistencia: 22,693 espectadores Árbitro(s): Albert Dusch |

| 11 de abril de 1954 | Italia B | 0:0     | Francia B | ?, Roma |  |
|                     |          | Reporte |           |         |  |

| 30 de mayo de 1954 | Francia B | 0:2 (0:1) | España B               | Parc des Sports Saint-Léon, Bayona |                                  |
|                    |           | Reporte   | Tejada 6' · Arieta 88' | Árbitro(s): José Vieira da Costa   | Árbitro(s): José Vieira da Costa |

| 7 de noviembre de 1954 | Grecia           | 1:1 (0:1) | Egipto       | Apostolos Nikolaidis, Atenas                                |                                                             |
| 15:15 (UTC+2)          | Kouiroukidis 50' | Reporte   | El-Dhizui 5' | Asistencia: 25,000 espectadores Árbitro(s): Vasa Stefanović | Asistencia: 25,000 espectadores Árbitro(s): Vasa Stefanović |

| 21 de enero de 1955 | Egipto        | 1:1 (1:1) | Grecia      | Muhammad Ali Stadium, El Cairo                             |                                                            |
| 15:00 (UTC+2)       | El-Dhizui 29' | Reporte   | Panakis 39' | Asistencia: 25,000 espectadores Árbitro(s): Édouard Harzic | Asistencia: 25,000 espectadores Árbitro(s): Édouard Harzic |

| 13 de marzo de 1955 | España B                                                   | 7:1 (3:1) | Grecia          | Santiago Bernabéu, Madrid                                            |                                                                      |
| 16:30 (UTC+1)       | Badenes 7', 35', 51', 58' · Olmedo 33', 68' · Maguregi 82' | Reporte   | Emanuilidis 37' | Asistencia: 110,000 espectadores Árbitro(s): Maurice Frédéric Guigue | Asistencia: 110,000 espectadores Árbitro(s): Maurice Frédéric Guigue |

| 17 de marzo de 1955 | Francia B          | 1:0 (0:0) | Grecia | Stade Vélodrome, Marsella                                 |                                                           |
|                     | Rosidis 52' (a.g.) | Reporte   |        | Asistencia: 15,000 espectadores Árbitro(s): Claudio Pieri | Asistencia: 15,000 espectadores Árbitro(s): Claudio Pieri |

| 3 de abril de 1955 | Turquía | 0:0     | Francia B | BJK İnönü, Estambul                                      |                                                          |
|                    |         | Reporte |           | Asistencia: 24,237 espectadores Árbitro(s): Cesare Jonni | Asistencia: 24,237 espectadores Árbitro(s): Cesare Jonni |

| 15 de abril de 1955 | Francia B                  | 7:1     | Egipto    | Stade du Ray, Niza |  |
|                     | ?', ?', ?', ?', ?', ?', ?' | Reporte | El-Dhizui |                    |  |

| 29 de mayo de 1955 | Grecia | 0:0     | Italia B | Apostolos Nikolaidis, Atenas                                  |                                                               |
| 17:30 (UTC+2)      |        | Reporte |          | Asistencia: 25,000 espectadores Árbitro(s): Borče Nedelkovski | Asistencia: 25,000 espectadores Árbitro(s): Borče Nedelkovski |

| 26 de junio de 1955 | Italia B | 1:1     | Turquía             | Nereo Rocco, Trieste |  |
|                     | Bettini  | Reporte | Küçükandonyadis 78' |                      |  |

| 11 de noviembre de 1955 | España B                               | 3:1 (3:1) | Francia B | Santiago Bernabéu, Madrid   |                             |
|                         | Domingo 15' · Sánchez 17' · Collar 28' | Reporte   | Cieca 8'  | Árbitro(s): Eduardo Gouveia | Árbitro(s): Eduardo Gouveia |

| 27 de noviembre de 1955 | España B                                | 5:1 (1:1) | Egipto        | Santiago Bernabéu, Madrid     |                               |
|                         | Tejada 43' · Badenes 47', 70', 73', 87' | Reporte   | El-Hamouli 8' | Árbitro(s): Armando Marchetti | Árbitro(s): Armando Marchetti |

| 16 de diciembre de 1955 | Egipto | 0:1     | Italia B | ?, El Cairo             |                         |
|                         |        | Reporte | ?'       | Árbitro(s): L. Joanides | Árbitro(s): L. Joanides |

| 25 de diciembre de 1955 | Francia B  | 3:1     | Turquía   | ?, París                         |                                  |
|                         | ?', ?', ?' | Reporte | Oktay 66' | Árbitro(s): Manuel Asensi Martin | Árbitro(s): Manuel Asensi Martin |

| 15 de febrero de 1956 | Francia B | 2:1     | Italia B | Stade Vélodrome, Marsella |  |
|                       | ?', ?'    | Reporte | ?'       |                           |  |

| 22 de abril de 1956 | Italia B                                                          | 7:1 (4:0) | Grecia  | ?, Nápoles                      |                                 |
|                     | Muccinelli 7' 10' · Pozzan 9' · Brugola 39' 45' 88' · Grazena 62' | Reporte   | Panakis | Asistencia: 15,000 espectadores | Asistencia: 15,000 espectadores |

| 8 de diciembre de 1956 | Italia B | 0:1 (0:0) | España B   | Stadio Amsicora, Cagliari |                         |
|                        |          | Reporte   | Tejada 61' | Árbitro(s): Sulhi Garan   | Árbitro(s): Sulhi Garan |

| 8 de marzo de 1957 | Egipto | 0:1 (0:1) | España B       | ?, El Cairo                    |                                |
|                    |        | Reporte   | Pepillo II 10' | Árbitro(s): Giannis Daskalakis | Árbitro(s): Giannis Daskalakis |

| 13 de marzo de 1957 | Grecia                   | 2:0 (2:0) | España B | Apostolos Nikolaidis, Atenas                               |                                                            |
| 15:45 (UTC+2)       | Yfantis 2' · Panakis 43' | Reporte   |          | Asistencia: 25,000 espectadores Árbitro(s): Mario Maurelli | Asistencia: 25,000 espectadores Árbitro(s): Mario Maurelli |

| 5 de abril de 1957 | Egipto | 0:4 (0:3) | Turquía                                             | Abdel-Latif Abu-Rajelha, El Cairo                            |                                                              |
|                    |        | Reporte   | Küçükandonyadis 2', 21' (pen.), 36' · Kiremitçi 72' | Asistencia: 20,000 espectadores Árbitro(s): Giulio Campanati | Asistencia: 20,000 espectadores Árbitro(s): Giulio Campanati |

| 12 de mayo de 1957 | Italia B | 0:1 (0:1) | Egipto    | ?, Pescara |  |
|                    |          | Reporte   | Fattah 5' |            |  |

| 20 de mayo de 1957 | Turquía | 1:0     | Egipto | ?, Estambul |  |
|                    | ?'      | Reporte |        |             |  |

| 6 de noviembre de 1957 | Turquía | 0:0     | España B | BJK İnönü, Estambul         |                             |
|                        |         | Reporte |          | Árbitro(s): Jacob Schrieder | Árbitro(s): Jacob Schrieder |

| 5 de julio de 1958 | España B                   | 2:0 (1:0) | Turquía | Municipal de Atocha, San Sebastián |                             |
|                    | Peiró 40' · Pepillo II 82' | Reporte   |         | Árbitro(s): Marcel Lequesne        | Árbitro(s): Marcel Lequesne |

| 16 de octubre de 1958 | España B            | 3:1 (1:0) | Italia B      | La Romareda, Zaragoza         |                               |
|                       | Peiró 25', 49', 50' | Reporte   | Stacchini 59' | Árbitro(s): Jean-Louis Groppi | Árbitro(s): Jean-Louis Groppi |

| Bandera de España |
| Campeón           |
| España B          |
| Primer título     |

## Estadísticas

### Goleadores
| Jugador                | Selección | Goles |
| ---------------------- | --------- | ----- |
| Manuel Badenes         | España B  | 8     |
| Justo Tejada           | España B  | 5     |
| Joaquín Peiró          | España B  | 5     |
| Lefter Küçükandonyadis | Turquía   | 4     |
| El-Sayed El-Dhizui     | Egipto    | 3     |
| Pepillo II             | España B  | 3     |
| Vangelis Panakis       | Grecia    | 3     |